# Mary Bamber
Mary Hardie Bamber (de soltera Little; 18 de enero de 1874-4 de junio de 1938), conocida fundamentalmente como Ma Bamber, fue una socialista, sindicalista, trabajadora social y sufragista escocesa. Su hija Bessie Braddock fue una destacada miembro laborista del parlamento (MP).

## Biografía
Bamber estuvo activa en Liverpool y a nivel nacional durante unos cincuenta años, presente en momentos clave en la historia laborista de Merseyside, estando al frente de varias disputas importantes. Como concejala laboral y jueza de paz impulsó la difusión de asesoramiento sobre anticonceptivos como método de empoderamiento de las mujeres.
Educada en casa y viviendo en una de las zonas más prósperas de Edimburgo, los primeros años de vida de Bamber fueron muy diferentes a los de las familias desfavorecidas de Liverpool entre las que finalmente viviría. Cuando aún era una niña, su padre abogado sucumbió a la bebida y un día abandonó a la familia para no volver nunca más. La vida de su madre, Agnes Glanders Little (de soltera Thomson), hasta ese momento había sido una mala preparación para los rigores de la maternidad como madre soltera con seis hijos que mantener. Trabajó duramente en la carbonización y en otros trabajos para mantener a su familia, entablando estrecha relación con personas casi indigentes y, cuando su hijo mayor consiguió un trabajo en una imprenta en Liverpool, el resto de la familia lo acompañó.
El Liverpool al que llegaron, dominado como estaba por el trabajo eventual y los ingresos inciertos, se caracterizaba por la pobreza, la mala salud, unas condiciones de vivienda miserables y una subsistencia precaria.
Durante el invierno de 1906-1907, Bamber estuvo en la rotación de mujeres que preparaban sopa para vender un tazón a un centavo de la Caravana Clarion estacionada en St George's Hall en Lime Street. Visitaba a los enfermos, recolectaba para los desempleados y mantuvo la casa abierta para los socialistas que estaban de paso. Con frecuencia hablaba en reuniones públicas, a menudo en el monumento de Wellington o en las esquinas de las calles. Sylvia Pankhurst la describía como la "mejor oradora sobre la lucha del país". En una ciudad dominada por el sectarismo, rechazó cualquier identificación religiosa e interrumpía habitualmente mítines políticos tanto católicos como protestantes.
Sin embargo, fue a través de su trabajo como organizadora sindical que Bamber se hizo más visible. En los años previos a la Primera Guerra Mundial, trabajó incansablemente como funcionaria del Sindicato de Trabajadores de Almacenes. Viajó por el muelle, organizando a las mujeres desde Johnson's Cleaners and Dye Works en el extremo norte hasta Wilson's Bobbin Works en el sur.
Bamber a menudo se levantaba antes del amanecer para atraer a las mujeres que fabricaban y reparaban los millones de sacos que se usaban para contener y transportar los productos que pasaban por el puerto, mientras caminaban hacia el trabajo. Al igual que el empleo en la fabricación de cuerdas, que también llamó la atención de Bamber, este era un trabajo pesado, sucio y mal pagado, a menudo realizado solo por las personas más desesperadas: mujeres que cuidaban a personas dependientes, mujeres casadas o personas mayores y solteras. Bamber dedicó una gran cantidad de tiempo, a menudo infructuoso en términos de reclutamiento real, a hablar con estas mujeres, presionarlas con folletos y persuadirlas para que asistieran a las reuniones. Bamber habló en reuniones con la organizadora del Partido Laborista Independiente de Liverpool y de la Unión Social y Política de Mujeres, Alice Morrissey, que atrajo a multitudes.
Aunque su trabajo como organizadora sindical fue fundamental para la política de Bamber, estaba entretejido con otras actividades. Estuvo presente en la manifestación del 'Domingo Sangriento' durante la huelga general de transporte de Liverpool de 1911. En 1919, se presentó como candidata del Partido Laborista en el bastión protestante del distrito de Everton. Haciendo campaña sobre temas cotidianos como la leche, la educación y las lavanderías municipales, ganó por una mínima mayoría. El mismo año, se convirtió en miembro fundadora del Partido Comunista local y en 1920 asistió al Segundo Congreso de la Tercera Internacional en Moscú. Fue miembro del comité local en el Comité Nacional de Trabajadores Desempleados y, en septiembre de 1921, fue una de las personas arrestadas en la ocupación de la Galería de Arte Walker. No se presentó como candidata para un segundo mandato como concejal de la ciudad y en 1924 dejó el Partido Comunista, porque consideraba que interfería con su trabajo como organizadora. Estuvo presente en todas las manifestaciones clave celebradas durante la década de 1920 y hasta la década de 1930. Ella habló en su última reunión solo dos semanas antes de morir.

## Reconocimientos
El museo de Liverpool muestra una escultura de Bamber, 'Mary Bamber - A Revolutionary Woman', realizada por las artistas Carrie Reichardt y Nick Reynolds, como tributo a Mary Hardie Bamber.